# Симановская, Марина Игоревна
Марина Игоревна Симановская, сценический псевдоним Маруся (1 октября 1978, Сухой Карабулак, Саратовская область — 4 апреля 2002, Москва) — российская хип-хоп-исполнительница и автор песен, обладательница премии «Золотой граммофон-2001» вместе с рэпером Децлом за песню «Письмо». На сцене хип-хопа была известна преимущественно под именем Маруся.

## Биография
Марина училась в консерватории и параллельно была одной из участниц первой женской хип-хоп-группы России «Белый шоколад». Также она была одной из первых русских певиц, исполняющих ритмичный r’n’b. Выступала с Децлом, участвовала в записи двух его хитов «Вечеринка» и «Письмо» и съёмках клипов на них. Благодаря последней песне Децл и Маруся в 2001 году получили премию «Золотой граммофон». Пресса распространяла слухи о том, что Децл и Маруся встречались, что опровергает в своей книге (биографии дочери) отец Маруси, Игорь Григорьевич Симановский (1935—2017).
Маруся долгое время скрывала ото всех, что серьёзно больна раком головного мозга. Она перенесла две тяжёлые операции по удалению опухоли в институте скорой помощи имени Склифосовского, которые, однако, не улучшили её состояние здоровья. Всё хип-хоп сообщество и множество друзей поддерживали её. Несмотря на болезнь, девушка записывала песни в домашней студии и готовила к записи первый альбом в рамках группы «Белый шоколад».
Все силы были брошены на борьбу с болезнью, но та не отступала, и певица медленно и мучительно угасала. В последние недели жизни она не могла ходить, у неё пропали зрение и голос. 4 апреля 2002 года, рано утром, Марина умерла. Смерть Марины Симановской стала трагедией для российского хип-хопа. Подруги Маруси по группе Лия и Лера после её смерти выпустили в 2003 году единственный альбом группы — «Три символа». В том же году вышел посмертный сольный альбом Маруси «Девочка джунглей», в который вошли 5 её оригинальных песен и треки других исполнителей, в числе которых были Мастер ШЕFF, Южный централ 54, Bad Balance и подруги Маруси по коллективу «Белый шоколад» Лерика и Sexy Lia.

## Дискография

### Альбомы
В составе группы «Белый шоколад»
- 2002 — «Три символа» (выпущен посмертно)[7]

Сольно
- 2003 — «Девочка джунглей» (альбом памяти)

### Гостевые треки
| Год                         | Трек                        | Основной исполнитель трека  | Альбом                                                                     |
| В составе «Белого шоколада» | В составе «Белого шоколада» | В составе «Белого шоколада» | В составе «Белого шоколада»                                                |
| --------------------------- | --------------------------- | --------------------------- | -------------------------------------------------------------------------- |
| 2000                        | «Доктор»                    | Мастер Шeff                 | «Имя Шеff» (Мастер Шeff)                                                   |
| 2000                        | «Ты готов?»                 | Мастер Шeff                 | «Имя Шеff» (Мастер Шeff)                                                   |
| Сольно                      |                             |                             |                                                                            |
| 2000                        | «Вечеринка у ДеЦла»         | ДеЦл                        | «Кто? ты» (ДеЦл)                                                           |
| 2001                        | «Письмо»                    | ДеЦл                        | «Уличный боец» (ДеЦл)                                                      |
| 2001                        | «Центр планеты»             | «Bad Balance»               | «Каменный лес» («Bad Balance») / «Девочка джунглей» (альбом памяти Маруси) |
| 2003                        | «Где ты?»                   | «Южный Централ»             | «Девочка джунглей» (альбом памяти Маруси) / «The Best» («Южный Централ»)   |
| 2003                        | «Она любила тебя»           | Мастер Шеff                 | «Девочка джунглей» (альбом памяти Маруси)                                  |